# Hemithea nigriparmata
Hemithea nigriparmata är en fjärilsart som beskrevs av Louis Beethoven Prout 1935. Hemithea nigriparmata ingår i släktet Hemithea och familjen mätare. Inga underarter finns listade i Catalogue of Life.